# Krywionki
Krywionki (biał. Крывенкі, ros. Кривенки) – wieś na Białorusi, w obwodzie mińskim, w rejonie mołodeckim, w sielsowiecie Olechnowicze.

## Historia
W czasach zaborów wieś w powiecie wilejskim, w guberni wileńskiej Imperium Rosyjskiego.
W latach 1921–1945 wieś leżała w Polsce, w województwie wileńskim, w powiecie wilejskim, od 1927 roku w powiecie mołodeczańskim, w gminie Gródek.
Według Powszechnego Spisu Ludności z 1921 roku zamieszkiwało tu 39 osób, 7 było wyznania rzymskokatolickiego a 32 prawosławnego. Jednocześnie wszyscy mieszkańcy zadeklarowali białoruską przynależność narodową. Było tu 9 budynków mieszkalnych. W 1931 w 6 domach zamieszkiwało 39 osób.
Wierni należeli do parafii prawosławnej w Gródku. Miejscowość podlegała pod Sąd Grodzki w Rakowie i Okręgowy w Wilnie; właściwy urząd pocztowy mieścił się w Gródku.
W wyniku napaści ZSRR na Polskę we wrześniu 1939 miejscowość znalazła się pod okupacją sowiecką. 2 listopada została włączona do Białoruskiej SRR. Od czerwca 1941 roku pod okupacją niemiecką. W 1944 miejscowość została ponownie zajęta przez wojska sowieckie i włączona do Białoruskiej SRR.
Od 1991 w składzie niepodległej Białorusi.

## Przynależność państwowa i administracyjna
- ?–1917  Imperium Rosyjskie, gubernia wileńska, powiat wilejski
- 1917–1919  Rosyjska FSRR
- 1919–1920  Polska, Zarząd Cywilny Ziem Wschodnich, okręg wileński
- 1920–1921  Rosyjska FSRR
- 1921–1945[b]  Polska
  - województwo:
    - nowogródzkie (1921–1922)
    - Ziemia Wileńska (1922–1926)
    - wileńskie (od 1926)

  - powiat:
    - wilejski (1921–1927)
    - mołodeczański (od 1927)
- 1945–1991  ZSRR, Białoruska SRR
- od 1991  Białoruś